# Песме на великој реци
„Песме на великој реци” је југословенски ТВ филм из 1976. године. Режирао га је Петар Теслић а сценарио је написао Срђан Барић.

## Улоге
| Глумац          | Улога    |
| --------------- | -------- |
| Лола Новаковић  | Певачица |
| Љиљана Петровић | Певачица |